# カープランク
カープランク(Kerplunk)は、アメリカのパンク・ロックバンド、グリーン・デイの通算2枚目スタジオ・アルバム。

## 概要
2作目でインディーズ時代最後のスタジオ・アルバム。また、現ドラマー、トレ・クール初参加のアルバムである。
2010年夏、アルバムの売り上げがアメリカで75万枚以上に達し、全世界で100万枚に達した。

## 収録曲
1. 2000・ライト・イヤーズ・アウェイ - "2,000 Light Years Away" - 2:24
2. ワン・フォー・ザ・レイザーバックス - "One for the Razorbacks" - 2:30
3. ウェルカム・トゥ・パラダイス - "Welcome to Paradise" - 3:30
4. クリスティ・ロード - "Christie Road" - 3:33
5. プライヴェート・エール - "Private Ale" - 2:26
6. ドミネイテッド・ラヴ・スレイヴ - "Dominated Love Slave" - 2:26
7. ワン・オブ・マイ・ライズ - "One of My Lies" - 2:19
8. 80 - "80" - 3:39
9. アンドロイド - "Android" - 3:00
10. ノー・ワン・ノウズ - "No One Knows" - 3:39
11. フー・ロート・ホールデン・コールフィールド - "Who Wrote Holden Caulfield?" - 2:44
12. ワーズ・アイ・マイト・ハヴ・エイト - "Words I Might Have Ate" - 2:32
13. スウィート・チルドレン - "Sweet Children" - 1:41
14. ベスト・シング・イン・タウン - "Best Thing in Town" - 2:03
15. ストレンジランド - "Strangeland" - 2:08
16. マイ・ジェネレーション（ザ・フーのカヴァー） - "My Generation" - 2:19

- 13-16曲目はCDのみのボーナス・トラック。

## メンバー
- ビリー・ジョー・アームストロング - ボーカル、ギター、ドラムス（6曲目）
- マイク・ダーント - ベース、バッキングボーカル
- トレ・クール - ドラムス、ボーカル（6曲目）
- アル・ソブランテ - ドラムス（13-16曲目）